# Coenosia punctifemorata
Coenosia punctifemorata är en tvåvingeart som beskrevs av Xiaolong Cui och Wang 1996. Coenosia punctifemorata ingår i släktet Coenosia och familjen husflugor.
Artens utbredningsområde är Shanxi (Kina). Inga underarter finns listade i Catalogue of Life.